# 熊野油脂
熊野油脂株式会社（くまのゆし、KUMANO YUSHI CO.,LTD.）は、愛知県瀬戸市熊野町に本社を置く、化粧品、医薬部外品、シャンプー、石鹸、洗剤の製造販売を行う企業。1952年設立。資本金は3000万円。

## 沿革
- 1952年（昭和27年） - 熊野油脂株式会社として設立[1]。
- 1988年（昭和63年） - 名古屋市守山区白山に商品センターを新築[1]。
- 1989年（平成元年） - 関連会社として有限会社白山を設立[1]。
- 1996年（平成8年） - 液体製品工場を設立[1]。
- 1997年（平成9年） - 瀬戸市上品野町に物流センターを新築[1]。
- 2006年（平成18年） - 化粧品工場を設立[1]。関連会社としてビューアプロダクツ株式会社を設立[1]。
- 2011年（平成23年） - 化粧品・医薬部外品工場を設立[1]。
- 2014年（平成26年） - 本社社屋を新築[1]。

## 取扱商品
一般小売用・業務用のほか、受託生産用も製造している
- 化粧品
- 医薬部外品
- シャンプー、リンス
- ボディソープ
- 石鹸
- 洗剤